# Quintilio Tombolini
Quintilio Tombolini, noto anche come Lillo Tombolini (Palermo, 5 febbraio 1941 – Roma, 9 ottobre 2020), è stato un giornalista e dirigente d'azienda italiano. Ricoprì importanti ruoli in particolare nel campo delle tv private italiane.

## Biografia
Il 1º maggio 1963 divenne giornalista professionista. Nel 1977, da direttore di Settimanale, fu anche responsabile del palinsesto della neonata emittente televisiva milanese Antenna Nord.
Dal 1982 al 1983 fu il primo direttore di Italia 1, canale nato come syndication sotto la gestione di Rusconi. Tra i programmi nati durante la sua direzione si ricordano: Bim Bum Bam con Paolo Bonolis e Licia Colò all'esordio e Grand Prix con Andrea De Adamich.
Tombolini porterà in Italia serie televisive e cartoni di successo come Lady Oscar, Hello Spank, Lalabel, Falcon Crest, Kojak, La grande vallata, Mazinga e molti altri.
Dopo l'esperienza ad Italia 1, approdò a Rete 4, di proprietà della Arnoldo Mondadori Editore e diretta all'epoca da Giorgio Di Giulio: la rete comincerà a stipulare accordi con la statunitense ABC, per condividere programmi, e con la brasiliana Rede Globo, per trasmettere in esclusiva diverse telenovelas.
Dopo una parentesi nel cinema come direttore generale della Titanus, nel 1987 passò alla direzione di Odeon TV, nuova emittente che trasmetteva una programmazione di almeno otto ore attraverso emittenti locali. L'obiettivo non raggiunto di questa syndication era quello di spezzare il duopolio Rai-Fininvest, formatosi con un palinsesto di stampo generalista.
Negli anni novanta fu direttore di Telemontecarlo e TMC 2 di proprietà di Vittorio Cecchi Gori (che poi le cederà alla Telecom Italia). Durante la sua direzione il palinsesto fu caratterizzato da programmi quali Goleada, Il processo di Biscardi, Tappeto volante e telefilm cult come Sex and the City.
Nel 2001 divenne coordinatore dei processi editoriali del nuovo canale LA7 e nel dicembre 2007 ne diventò il direttore, succedendo ad Antonio Campo Dall'Orto.
Dal 22 marzo 2010 ricoprì anche l'incarico di direttore di LA7d.
Con Tombolini la rete crebbe negli ascolti e riuscì ad affermarsi nel panorama televisivo italiano grazie anche all'arrivo di Enrico Mentana alla guida del telegiornale, nel 2010; Tombolini manterrà l'incarico fino a settembre 2011 per poi lasciare il posto a Paolo Ruffini, ex direttore di Rai 3. Il direttore uscente divenne quindi responsabile "Business Unit" del gruppo.